# Trattato di Berwick (1526)
Il trattato di Berwick fu un accordo che prevedeva tre anni di pace tra Regno d'Inghilterra e Regno di Scozia e venne concordato il 10 ottobre 1525 a Berwick-upon-Tweed. Da parte scozzese era presente Archibald Douglas, VI conte di Angus, ma questi non fu in grado di tornare a Berwick, come concordato il 13 gennaio 1526, per scambiarsi i documenti perché dovette trattare con i suoi oppositori politici a Linlithgow. Al suo posto inviò una delegazione nella quale era presente Adam Otterburn.
I termini del trattato includevano l'impegno reciproco ad astenere dalla guerra, la concessione di salvacondotti ai viaggiatori legittimi, il risarcimento per rapine transfrontaliere e la consegna dei criminali. Il commercio via mare era stato assicurato in base al Trattato di York precedente stipulato tra Edoardo IV e Giacomo III nel 1464. Tra le disposizioni c'era la clausola tradizionale, che nessuna delle parti doveva smantellare o ricostruire il "fishgarth", dove il fiume Esk incontra l'estuario del Solway. Una nuova clausola affrontava la questione delle persone di frontiera che rubavano alberi e legname. L'Inghilterra sperava che durante i tre anni i commissari scozzesi sarebbero venuti a Londra per negoziare un nuovo trattato di pace perpetua. Enrico VIII lo firmò il 17 agosto 1526.